# Кітаа

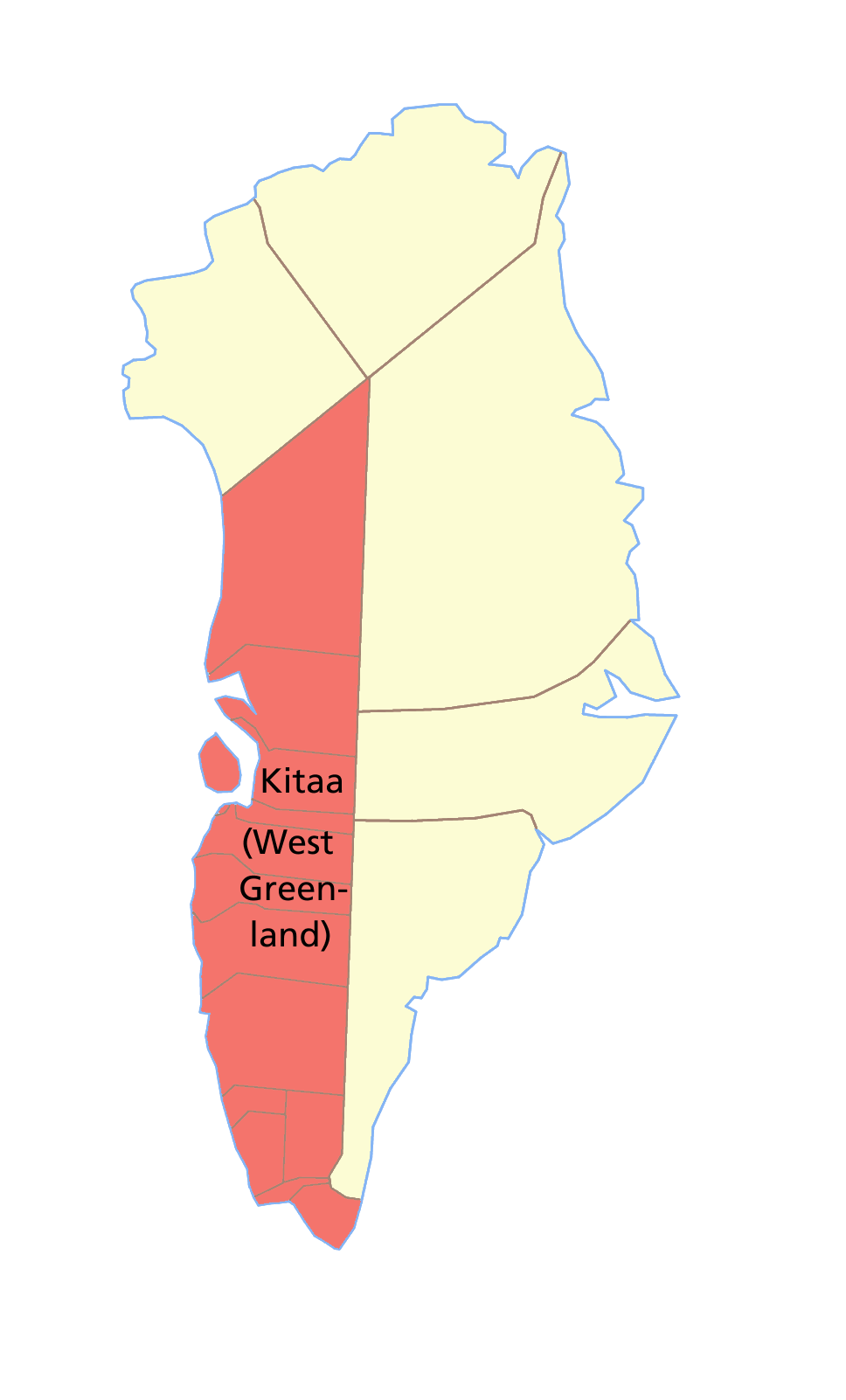
Західна Гренландія.

Кітаа (Західна Гренландія) — територія (округ) Гренландії. Історично найнаселеніший (90 %) округ, в першу чергу приваблював поселенців як інуїтів, так і пізніше вікінгів і датчан. Це відбувається внаслідок відносно м'якого клімату — льодовик майже не підступає до моря, залишаючись у глибині острова, селища розташовані в глибині фіордів, захищені від штормів Затоки Баффіна, а тепла Лабрадорська течія дозволяє морю не замерзати. Столицею округу є також столиця країни Нуук. На території Західної Гренландії розташовані практично всі муніципалітети, за винятком трьох, з усіх, що розташовані на самому острові Гренландія, а ще три — на найближчих островах. Основне заняття населення, як і по всій Гренландії — полювання і рибальство.
Муніципалітети Західної Гренландії: (З півдня на північ).
Південна частина:
- Нанорталік
- Какорток
- Нарсак
- Івіттуут
- Пааміут

Центральна частина:
- Нуук
- Маніїтсок
- Сісіміут
- Кангаатсіак
- Аасіаат
- Касігіаннгуіт
- Ілуліссат
- Кекертарсуак

Північна частина:
- Уумманнак
- Упернавік
- Гренландський національний парк (невелика частина, невключена територія)